# 20e cérémonie des Grammy Awards
La 20e cérémonie annuelle des Grammy Awards a eu lieu au Shrine Auditorium à Los Angeles le 23 février 1978.

## Palmarès
| Prix                      | Artiste       | Titre                |
| ------------------------- | ------------- | -------------------- |
| Enregistrement de l'année | Eagles        | Hotel California     |
| Album de l'année          | Fleetwood Mac | Rumours              |
| Chanson de l'année        | Debby Boone   | You Light Up My Life |
| Meilleur nouvel artiste   | Debby Boone   | Debby Boone          |